# Tullamore
Tullamore (/ˈtʊləˌmoʊr/; în limba irlandeză Tulach Mhor, ceea ce înseamnă „tumulul mare”) este reședința comitatului Offaly din Irlanda. Se află pe Grand Canal, în mijlocul comitatului, și este al patrulea oraș ca populație din regiunea Midlands, cu 15.598 de locuitori la recensământul din 2022. 
Orașul și-a păstrat statutul de Gold Medal în cadrul competiției naționale a orașelor curate în 2015 și a găzduit, de asemenea, Probele Mondiale a Câinilor Ciobănești în 2005, care a atras interesul internațional în regiune. Tullamore Show are loc în apropierea orașului în fiecare an. Cel mai faimos export al orașului este Tullamore Dew – un whisky irlandez produs încă din 1829 de Distileria Tullamore. Distileria originală a fost închisă în 1954. Brandul a fost mai târziu reînviat, dar la început a fost produs la Distileria Midleton din Cork. Cu toate acestea, în 2014 noii proprietari ai mărcii, William Grant &amp; Sons, au investit într-o nouă distilerie lângă Tullamore, aducând producția de whisky înapoi în oraș.